# Josep Roig Boada
Josep Roig Boada (Tarrasa, 6 de agosto de 1957) es un músico, compositor, productor musical e ingeniero de sonido español de Temps Record.

## Biografía

### Actividad profesional
En 1979, con 22 años, empezó su carrera profesional como compositor, creando la banda sonora del cortometraje Vida de perros, dirigido por Josep Lluís Viciana.
Su actividad ha sido, mayoritariamente, la composición de bandas sonoras para cine y series para TV y de animación, trabajando para productoras como Neptuno Films, D'Ocon Films, Universal, Southern Star, TV3, TVE y TF1. También ha trabajado para cortometrajes, audiovisuales y teatro. Roig, desde los inicios de su carrera profesional, ha colaborado estrechamente con el director audiovisual Josep Lluís Viciana como compositor de la banda sonora en productos tan conocidos como "La vaca Connie", "El patito feo" y "Los tres ositos".
Paralelamente a la composición, también ha sido vinculado a la producción de sonido en todos los ámbitos, tanto artístico como técnico. Su pasión por el sonido, la música y el mundo audiovisual en general lo motivó a crear el estudio de grabación y posteriormente el sello discográfico Temps Record.

### Premios y reconocimientos
Roig ha colaborado en muchas producciones fonográficas como técnico de sonido, productor musical y compositor. Una de estas producciones, Los amantes de Lilith de Lídia Pujol, fue nombrada una de las 20 mejores producciones discográficas del Womex en 2008.
En cuanto a las bandas sonoras, la mayoría de su trabajo ha estado para productoras españolas, pero también ha colaborado para empresas de Noruega, Australia, Malasia y Canadá, entre otros. El patito feo, producida por Neptuno Films en 1997, fue la primera serie animada occidental que se introdujo en la China. En cuanto a La vaca Connie, creada por la misma Neptuno Films en 2000 y exportada a Estados Unidos y Canadá, fue una de las series más premiadas en el festival de Cannes de aquel año. Además, la compañía australiana Southern Star contactó con Roig dos veces, en 2005 y 2008, para la creación de las bandas sonoras de las series animadas Sea Princesses y Classic Tales, respectivamente.

## Discografía como técnico de sonido
| Artista                               | Título del álbum               |
| ------------------------------------- | ------------------------------ |
| Alba Ventura                          | Rachmanimoff                   |
| Barcelona Jazz Orquestra & Jon Faddis | Dizzy's Business [+]           |
| BJO                                   | BJO i N. Payton [+]            |
| BJO                                   | Nits de Swing [+]              |
| Joan Chamorro                         | Joan Chamorro & Andrea Motid   |
| Joan Chamorro                         | Joan Chamorro & Eva Fernández  |
| Joan Chamorro                         | Joan Chamorro & Magalí Datzira |
| Joan Chamorro & Andrea Motis          | Feeling Good                   |
| Josep Tero                            | D'un mateix mar                |
| Josep Tero                            | Fronteres                      |
| Josep Tero                            | Kavafis en concert             |
| Lídia Pujol                           | Els amants de Lilith [+]       |
| Lídia Pujol                           | Begging the Waves [+]          |
| Quico Pi de la Serra                  | Dues tasses                    |
| Quico Pi de la Serra                  | QuicoLabora                    |
| Sant Andreu Jazz Band                 | Jazzing (vol, 2)               |
| Sant Andreu Jazz Band                 | Jazzing (vol. 3)               |
| Sant Andreu Jazz Band                 | Jazzing 4 (vol. 1)             |
| Sant Andreu Jazz Band                 | Jazzing 4 (vol. 2)             |
| Sant Andreu Jazz Band                 | Jazzing 6 (vol. 1)             |
| Sant Andreu Jazz Band                 | Jazzing 6 (vol. 2)             |
| Sant Andreu Jazz Band                 | Sant Andreu Jazz Band          |

La señal [+] marca que Roig ha participado también como productor artístico.

## Filmografía
Josep Roig Boada ha elaborado en la composición de la banda sonora de una gran variedad de productos audiovisuales.

### Producciones conD'Ocon Films
| Año  | Título                                              | Descripción          | Participación         | Observaciones                    | Director            |
| ---- | --------------------------------------------------- | -------------------- | --------------------- | -------------------------------- | ------------------- |
| 1980 | El món màgic del màgic Bruffi: El rei i el carboner | Serie de TV          | Capítulo piloto       | Coproducción con TV3             | Josep Lluís Viciana |
| 1984 | El món màgic del màgic Bruffi                       | Serie de TV          | 26 episodios          | Coproducción con TV3             | Josep Lluís Viciana |
| 1986 | The Picks                                           | Serie de TV          | Capítulo piloto       |                                  | Josep Lluís Viciana |
| 1987 | Los Aurones                                         | Serie de TV          | 26 episodios          | Coproducción con TVE             | Josep Lluís Viciana |
| 1987 | La tribu de los aurones                             | Largometraje en 35mm | Banda sonora del film |                                  | Josep Lluís Viciana |
| 1990 | Los Fruittis                                        | Serie de TV          | 78 episodios          | Coproducción con TVE y TF1       | Josep Lluís Viciana |
| 1992 | Delfy y sus amigos                                  | Serie de TV          | 78 episodios          | Coproducción con TVE             | Josep Lluís Viciana |
| 1995 | The Pocket Dragons                                  | Serie de TV          | Capítulo piloto       | Coproducción con Universal - USA | Josep Lluís Viciana |
| 1996 | The Herluf's                                        | Serie de TV          | 26 episodios          | Coproducción con TV Noruega      | Josep Lluís Viciana |
| 1996 | Las Brujitas                                        | Serie de TV          |                       | Coproducción con TVE             | Josep Lluís Viciana |
| 1997 | Problem Bert                                        | Serie de TV          | Sintonía              | Coproducción con Universal - USA | Josep Lluís Viciana |

### Producciones con Neptuno Films
| Año  | Título                      | Descripción          | Participación          | Observaciones       | Director                                   |
| ---- | --------------------------- | -------------------- | ---------------------- | ------------------- | ------------------------------------------ |
| 1993 | Detective Bogey             | Serie de TV          | Capítulo piloto        | Josep Lluís Viciana | Exportado a Canadá y Alemania              |
| 1993 | Pikototis                   | Serie de TV          | Capítulo piloto        | Josep Lluís Viciana |                                            |
| 1993 | Neptuno Films               | Sintonía de la marca | Sintonía de la marca   | Josep Lluís Viciana |                                            |
| 1994 | Balin                       | Serie de TV          | 300 episodios          | Josep Lluís Viciana |                                            |
| 1994 | Los tornillos               | Serie de TV          | Capítulo piloto        | Josep Lluís Viciana |                                            |
| 1997 | El patito feo               | Serie de TV          | 104 episodios          | Josep Lluís Viciana |                                            |
| 1997 | El capitán Nemo             | Serie de TV          | Capítulo piloto        | Josep Lluís Viciana |                                            |
| 1997 | Los tres ositos             | Serie de TV          | Capítulo piloto        | Josep Lluís Viciana |                                            |
| 1999 | Los tres ositos             | Largometraje para TV | Banda sonora del film  | Josep Lluís Viciana |                                            |
| 1999 | Los tres ositos             | Serie de TV          | 52 episodios           | Josep Lluís Viciana |                                            |
| 1999 | Los sepultureros            | Serie de TV          | 52 episodios           | Josep Lluís Viciana |                                            |
| 1999 | Gomis                       | Serie de TV          | Tráiler                | Josep Lluís Viciana |                                            |
| 2000 | El patito feo               | Largometraje para TV | Banda sonora del film  | Josep Lluís Viciana |                                            |
| 2000 | Bandolero                   | Serie de TV          | Tráiler y 52 episodios | Josep Lluís Viciana | Coproducción con Canal Sur                 |
| 2000 | La vaca Connie              | Serie de TV          | 52 episodios           | Josep Lluís Viciana | Exportado a Canadá y EE. UU.               |
| 2000 | Dog & Toot                  | Serie de TV          | Tráiler                | Josep Lluís Viciana |                                            |
| 2002 | 2020                        | Serie de TV          | 26 episodios           | Josep Lluís Viciana |                                            |
| 2003 | Dogey                       | Serie de TV          | 52 episodios           | Josep Lluís Viciana |                                            |
| 2004 | Trik                        | Serie de TV          | 52 episodios           | Josep Lluís Viciana |                                            |
| 2005 | Sea Princesses              | Serie de TV          | 104 episodios          | Josep Lluís Viciana | Coproducción con Sauthern Star (Australia) |
| 2006 | Glops                       | Serie de TV          | 52 episodios           | Josep Lluís Viciana |                                            |
| 2007 | Megaminimals                | Serie de TV          | 104 episodios          | Josep Lluís Viciana |                                            |
| 2008 | Classic Tales               | Serie de TV          | 104 episodios          | Josep Lluís Viciana | Coproducción con Sauthern Star (Australia) |
| 2015 | Tex                         | Serie de TV          | 52 episodios           | Josep Lluís Viciana | Coproducción con TVE                       |
| 2017 | Aquest conte no s'ha acabat | Serie de TV          | 26 episodios           | Josep Lluís Viciana |                                            |

### Otros
| Año  | Título                              | Descripción                | Participación          | Productora                                 | Director                             |
| ---- | ----------------------------------- | -------------------------- | ---------------------- | ------------------------------------------ | ------------------------------------ |
| 1979 | Vida de perros                      | Cortometraje en 35mm       | Banda sonora del corto | Independiente                              | Josep Lluís Viciana                  |
| 1984 | Oliana Molls                        | Serie de TV                | 27 episodios           | TV3                                        | Joan Guitart                         |
| 1985 | L'ofici d'aprendre                  | Serie de TV                |                        | Producción Vídeo y Comunicación S.A. y TV3 |                                      |
| 1985 | Lorgan                              | Serie de TV                | Capítulo piloto        | Producción Vídeo y Comunicación S.A.       | Josep Lluís Viciana                  |
| 1986 | Derkofilms                          | Sintonía de la marca       | Sintonía de la marca   | Derkofilms                                 | Josep Lluís Viciana                  |
| 1987 | Feliz cumpleaños                    | Cortometraje en 35mm       | Banda sonora del corto | Independiente                              | Jesús Font                           |
| 1990 | La coneja                           | Serie de TV                | 26 episodios           | TVE                                        | Hugo Estuvens                        |
| 1991 | El zoo del zodiaco                  | Serie de TV                | Capítulo piloto        | TV3                                        |                                      |
| 1994 | No em fumis                         | Cortometraje en 35mm       | Banda sonora del corto | Independiente                              | Eduard Cazorla                       |
| 1995 | Estereoscopia                       | Audiovisual en 3D          | Banda sonora completa  | Independiente                              | J. Martínez Barea                    |
| 1997 | Las Piquetas de los Gallos          | Mediometraje en 35mm       | Banda sonora           | Fòrum-Art                                  | José Gutiérrez Gayoso                |
| 1997 | Matrícula d'humor                   | Espectáculo de teatro      | Banda sonora           | Pocaconya                                  | Jordi Porti (Guion de Eduard Biosca) |
| 1998 | Iris                                | Cortometraje en 35mm       | Banda sonora del corto | Independiente                              | Victor                               |
| 1999 | Terrassa, la ciutat de les persones | Spot publicitario en 35mm  | Banda sonora del spot  | Ayuntamiento de Tarrasa                    |                                      |
| 1999 | Yepeto                              | Obra de teatro             | Banda sonora           | Món del Teatre i Punts Cardinals           | Luciano Brassi y Marc de La Torre    |
| 2000 | Noise                               | Cortometraje en super 16mm | Banda sonora           | Independiente                              | Francesc Serrat                      |